# Hypamblys carmenae
Hypamblys carmenae là một loài tò vò trong họ Ichneumonidae.